# Viamonte Fútbol Club
Viamonte Fútbol Club es un club de fútbol oriundo de la ciudad de Los Toldos, provincia de Buenos Aires, Argentina. Fue fundado el 4 de mayo de 1910 y juega sus partidos de local en el estadio José "Pepe" Taverna.
Es la primera institución deportiva de la localidad, motivo por el cual es conocido históricamente como El Decano. Está afiliado a la Liga Toldense de Fútbol, siendo el más laureado del torneo por la consecución de 22 títulos; también ha ganado otros campeonatos locales organizados por la Liga. Está vinculado al torneo desde la década de 1940.
Además, representó de gran manera a Los Toldos en los Torneos de Interligas disputados con ciudades vecinas como Bragado, 9 de julio y Carlos Casares entre 2005 y 2019, con la obtención de cuatro títulos: 2005, 2010, 2012 y 2014. También jugó las finales en las ediciones 2008, 2009, 2015, 2016 y 2019.
En cuanto a competición nacional, ha disputado de varios torneos, entre ellos, el Torneo Federal B, Torneo Federal C y el Torneo del Interior. También ha disputado encuentros en el Torneo Regional Federal Amateur, un campeonato subnacional de cuarta categoría organizado por el Consejo Federal, un organismo dependiente de la Asociación del Fútbol Argentino (AFA).

## Historia
Viamonte fue fundado el 4 de mayo de 1910, siendo de esta manera el primer club de fútbol de la localidad. El primer presidente de la institución fue Don Clodomiro Gorrini, quien fue designado como el máximo mandatario del club en compañía de otros dirigentes del club. En 1923 el club compró un terreno en Necochea y Falcón donde se instalaría el primer campo deportivo, de esta manera, pasaría a ser el primer club en adquirir un inmueble formalmente para el desarrollo de sus actividades.
En la década de 1930 se afilió a la Liga de Fútbol local, donde logró obtener varios campeonatos. A comienzos de la década de 1950 se afilió a la Liga Amateur de Deportes de Lincoln donde se coronó en varias oportunidades. En la década de 1960 obtuvo los primeros títulos en la Liga Toldense de Fútbol. 
El primer gran reto en competición nacional llegó a finales de la década de 2000, cuando disputó el Torneo del Interior 2007, donde compartió grupo con Jorge Newbery, Sportivo Bragado y Villa Belgrano. Viamonte tuvo una mala actuación en dicho certamen, quedando eliminado después de cosechar solo 2 puntos y encajar 17 goles. Volvió a participar en competición nacional en 2017, más específicamente en el Torneo Federal C 2017 donde integró la zona 4 y terminó invicto en la primera posición con 16 puntos de 18 posibles. Después de esto accedió a segunda fase donde superó al FBC Matienzo por un marcador global de 6-1; ya instalado en la tercera fase compitió contra Colonial Ferré, donde perdió en penaltis. Debido a su gran desempeño en este torneo fue invitado a participar en el Torneo Federal B 2017, donde obtuvo un discreto desempeño al terminar sexto en la tabla general de la zona A; finalmente quedaría eliminado.
Posteriormente, participaría en el Torneo Regional Federal Amateur 2019, donde obtuvo 11 puntos en la tabla general de la zona 2. Finalmente quedó eliminado. En 2022, participó en el Torneo Regional Federal Amateur, donde obtuvo 12 puntos, avanzando a la segunda fase donde fue eliminado por Rivadavia de Lincoln.
El último gran concurso del club en competición nacional se dio en el Torneo Regional Federal Amateur 2023-24, donde obtuvo 9 puntos, avanzando a la segunda fase donde fue eliminado por Villa Belgrano de Junín.

## Palmarés
- Liga Toldense de Fútbol (22): 1968, 1969, 1976, 1980, 1983, 1985, 1986, 1987, 1988, 2000, 2007, 2009, 2010, 2012, 2013, 2017, 2018, 2019, 2021, 2022, 2023, 2025.
- Interligas (4): 2005, 2010, 2012, 2014.
- Liga Amateur de Deportes de Lincoln (2): 1951, 1961.
- Liga Toldense de Foot-Ball (4): 1946, 1947, 1948, 1949.
- Liga del Oeste (1): 1934.